# Чаликушу
«Чаликушу» (тур. Çalıkuşu), «Корольок — пташка співоча» — один з найбільш відомих романів про любов, що став класикою світової літератури. Роман написаний у 1922 році турецьким письменником Решатом Нурі Ґюнтекіном.
Перед читачем зворушлива історія життя молодої жінки Феріде, повна несподіваних поворотів, пригод та переживань. Пристрасть і зрада, біль і радість, сльози і надія на нове щастя — такі вічні теми, яким присвячений цей роман.

## Сюжет
Події в романі відбуваються на початку ХХ століття, на порозі розпаду виснаженої війною Османської імперії та створення Турецької республіки. Більша частина роману оповідається у форматі щоденника Феріде від першої особи. У першій частині Феріде описує своє дитинство від початку до подій, які привели її в дивний готельний номер. Друга і найбільша частина також складається з щоденникових записів, що описують її пригоди в Анатолії. Третя частина є єдиною, написаним від третьої особи, описуючи візит Феріде до її дому.
Феріде — осиротіла донька армійського офіцера. У підлітковому віці вона взимку відвідує ліцей Нотр-Дам де Сіон, а на літні канікули залишається з сестрами своєї покійної матері. Під час навчання в школі за жвавість і пустотливість їй дали прізвисько «Чаликушу». Ці дві характеристики вважалися дивними і навіть трохи недоречними для мусульманських дівчат того часу.
Вона заручається зі своїм двоюрідним братом Кямраном, якого вона покидає в ніч перед їхнім весіллям, дізнавшись, що він був їй невірний. Вона тікає з дому, щоб стати вчителькою в Анатолії, хоча й досі відчайдушно кохає Кямрана. Вона змушена кілька разів переїжджати з міста в місто протягом перших трьох років роботи вчителем через некомпетентність чиновників, зловмисність колег і небажану увагу чоловіків через свою красу і жвавість.
Тим часом вона удочеряє маленьку дівчинку на ім’я Мунісе, дізнається, що Кямран одружився з жінкою, з якою зрадив Феріде, і зав’язує дружбу з Хайруллахом-беєм, літнім військовим лікарем, який ставиться до Феріде з батьківською любов’ю. Після смерті Мунісе Феріде змушена піти звільнитися від роботи та вийти заміж за лікаря через чутки про її «непристойну поведінку».
Через декілька років Феріде повертається до Текірдагу, щоб відвідати одну зі своїх тіток і двоюрідну сестру Муджган, де зусрічає Кямрана, тепер овдовілого і з маленькою дитиною. Він так і не забув Феріде, болісно шкодуючи, що зрадив її. Він зізнається, що одружився з іншою жінкою після того, як почув неправдиві чутки про те, що Феріде закохана в іншого чоловіка. Увечері перед запланованим від’їздом Феріде зізнається Муджган, що її шлюб із лікарем так і не був укладений, а він сам нещодавно помер.
Лікар сказав Феріде відновити її зв’язки з родиною як своє останнє бажання, і дав їй пакет, який він довірив Муджган. Муджган відносить Камрану пакунок, який виявляється щоденником Феріде, який сховав і зберіг лікар. Дізнавшись, що Феріде все ще закохана в нього, Кямран домовляється одружитися з Феріде наступного дня без її відома. Роман закінчується їхньою довгоочікуваною зустріччю та зізнанням Кямрана в тому, що він зрадив її багато років тому через свою невпевненість у її любові та відданості йому, через її уявну легковажність і жорстоке ставлення до нього.

## Переклад
Роман на українську мову переклав Григорій Халимоненко.
| книги | Це незавершена стаття про книгу. Ви можете допомогти проєкту, виправивши або дописавши її. |

1. ↑  History of Serial Novels in Turkish Literature (1831-1928)